# Proceedings of the Royal Society A
Proceedings of the Royal Society A ( - Mathematical, physical, and engineering sciences) is een internationaal, aan collegiale toetsing onderworpen wetenschappelijk tijdschrift op het gebied van de wiskunde, natuurkunde, en technische wetenschappen.
De naam wordt in literatuurverwijzingen meestal afgekort tot Proc. R. Soc. A
Het wordt uitgegeven door de Royal Society en verschijnt maandelijks.
De geschiedenis van het tijdschrift gaat terug tot het jaar 1800, toen het tijdschrift Abstracts of the Papers Printed in the Philosophical Transactions of the Royal Society of London werd opgericht. Dit veranderde verschillende keren van naam, en werd in 1905 gesplitst in twee delen, A en B. Deel A was gericht op de wiskunde, natuurkunde en techniek, en deel B op de levenswetenschappen.